# Fatih Yaşarlı
Fatih Yaşarlı (ur. 5 marca 1991) – turecki zapaśnik walczący w stylu wolnym. Zajął szesnaste miejsce na mistrzostwach świata w 2018. Dziesiąty na mistrzostwach Europy w 2016 i 2019. Brązowy medalista igrzysk wojskowych w 2019. Piąty na igrzyskach europejskich w 2019, a także na igrzyskach śródziemnomorskich w 2009. Wicemistrz śródziemnomorski w 2010. Akademicki mistrz świata w 2014 i trzeci w 2016. Trzeci na MŚ juniorów w 2009 i 2010 i Europy juniorów w 2010 roku.